# Анема
Анема (грч. Ἀνεμᾶς) јесте било презиме византијске аристократске породице, посведочено од 9. до 15. столећа.
Порекло и етимологија презимена нису до краја јасни; може се повезати са anemos, ветар, иако су други филолози имали тезу да  од анеме, што значи калем. Други, као што је Франсоа Шаландон, сугеришу да је породица потврђена у каснијим временима потомци Анемаса, сина последњег емира Крита, који је прешао на хришћанство и придружио се византијској војсци.
Четири брата Анема учествовала су у завери против Алексија I Комнена 1105. године; двојица су познати по имену, Михаило и Лав. Када је покушај убиства цара откривен и осујећен, завереници су обријани и ритуално понижени. Михаило Анема је требало да буде кажњен ослепљењем, али је његова храброст ганула цареве ћерке које су молиле своју мајку за интервенцију. Цар је био убеђен да  гапомилује, а Михаило је само затворен. Торањ у близини палате Влахерне у којој је био заточен постао је познат као 'Анемов затвор, због његовог дугог боравка тамо. Међутим, породица је задржала истакнут положај током Комнинског периода: Манојло Анема је изабран да се ожени ћерком Јована II Комнена, а чини се да су остали чланови склопили брачне савезе са породицама Анђела и Дука, које су припадале највишој византијској аристократији. Породица је имала мањи утицај након касног 12. века, али чланови породице се јављају све до краја царства у 15. веку. Анема, земљопоседник у Стомиону са Халкидике, помиње се у изворима 1321. године, неименовани члан породице удавио се у Мраморном мору почетком 14. века, док је Теодор Анема био chartophylax у Имбросу 1407.